# محمد عبدالفاتح
محمد عبدالفتاح (به عربی: محمّد عبدالفتاح) (زاده ۴ فوریه ۱۹۷۸) ورزشکار پیشین مصری در رشته کشتی فرنگی است. عبدالفتاح قهرمان مسابقات قهرمانی کشتی جهان در سال ۲۰۰۶، برنده مدال برنز این مسابقات در ۲۰۰۲ و قهرمان بازی‌های مدیترانه‌ای ۲۰۰۱ است. او دارای افتخارات دیگری هم از جمله قهرمانی دو دورهٔ جام جهانی کشتی در سال‌های ۲۰۰۱ و ۲۰۰۲ و نیز برندهٔ مدال طلای بازی‌های آفریقایی ۱۹۹۹ است.